# Hipposideros gentilis
Hipposideros gentilis є видом круглолистого кажана, що зустрічається в Азії (Бангладеш, Камбоджа, Китай, Індія, Лаос, Малайзія, М'янма, Непал, Таїланд, В'єтнам). Зареєстрований на висотах від 0 до 1900 метрів. Попри те, що Hipposideros gentilis широко розповсюджений, мало що відомо про середовище проживання чи екологію цього виду. У Південно-Східній Азії він ночує переважно, але не виключно в печерах, і вважається дуже толерантним до зміненого середовища існування й може навіть зустрічатися в міських районах.

## Морфологічний опис
Hipposideros gentilis має довжину передпліччя 39,7–44,1 мм. Його вуха 17,5–24,0 мм.